# Rivière des Trois Pistoles
Der Rivière des Trois Pistoles ist ein Fluss in der Verwaltungsregion Bas-Saint-Laurent der kanadischen Provinz Québec.

## Flusslauf
Der Rivière des Trois Pistoles hat seinen Ursprung in dem auf etwa 350 m Höhe gelegenen kleinen See Lac des Trois Pistoles. Der See liegt 3 km südwestlich von Sainte-Rita – etwa 30 km vom Ostufer des Sankt-Lorenz-Strom-Ästuars entfernt. Die ersten 4 km fließt er in südwestlicher Richtung. Kurz vor Saint-Cyprien wendet er sich dann nach Nordwesten. Die Route 293 quert den Flusslauf. Der Ort Saint-Jean-de-Dieu liegt nördlich des Rivière des Trois Pistoles. Dieser setzt seinen Kurs in überwiegend nordwestlicher Richtung durch die MRC Les Basques fort. Er durchschneidet dabei den Gebirgszug der Appalachen und mündet 4 km westlich von Trois-Pistoles in das Ästuar des Sankt-Lorenz-Stroms. An der Mündung liegt das Dorf Rivière-Trois-Pistoles. Dort überquert die Route 132 den Fluss. Der Rivière des Trois Pistoles hat eine Länge von 50 km. Er entwässert ein Areal von 966 km². Der mittlere Abfluss beträgt 18 m³/s.